# Aedes kanarensis
Aedes kanarensis är en tvåvingeart som beskrevs av Edwards 1934. Aedes kanarensis ingår i släktet Aedes och familjen stickmyggor. Inga underarter finns listade i Catalogue of Life.